# Odell Glacier
Odell Glacier är en glaciär i Antarktis. Den ligger i Östantarktis. Australien gör anspråk på området. Odell Glacier ligger 1 781 meter över havet.
Terrängen runt Odell Glacier är kuperad åt sydost, men åt nordväst är den platt. Trakten är glest befolkad. Närmaste befolkade plats är Odell Glacier Station, 9,3 km norr om Odell Glacier. 